# Choker (das)
Een choker of foulard is een brede, korte das of halssjaal, vooral voor mannen, die men over het algemeen in de open boord van een overhemd draagt, of eventueel in de open boord van een kamerjas.
Meestal wordt een choker vervaardigd van zijde of kunststof. Het wordt beschouwd als een karakteristiek accessoire voor dandy's.